# Wenus z Brizet

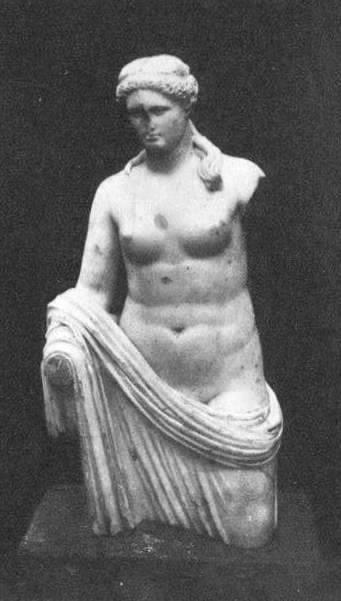
Wenus z Brizet, 1937

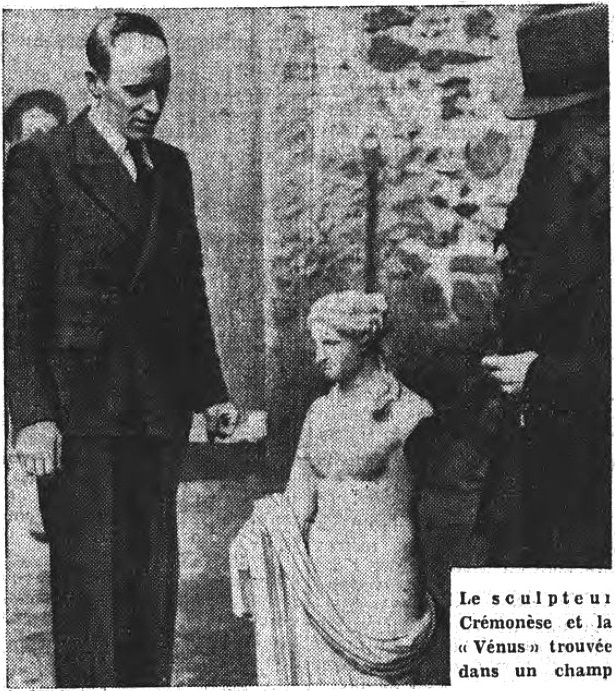
François Crémonèse z rzeźbą Wenus, 1939

Wenus z Brizet – rzekomo antyczna rzeźba marmurowa przedstawiająca rzymską boginię Wenus, jedno z najgłośniejszych oszustw archeologicznych I połowy XX wieku.
Rzeźba została odkryta 2 maja 1937 roku przez francuskiego rolnika Jeana Gonona na jego polu rzepy we wsi Saint-Just-sur-Loire koło L’Étrat, w pobliżu wzniesienia o nazwie Brizet. Podczas orki w polu Gonon postanowił usunąć zawadzający głaz, pod którym spoczywała rzeźba w stylu grecko-rzymskim. Posąg, przedstawiający boginię miłości Wenus, był częściowo uszkodzony, pozbawiony nosa, lewej ręki i dolnych partii postaci. Prasa natychmiast nagłośniła niezwykłe znalezisko, zachwycając się jego kunsztem artystycznym. Specjaliści, którzy obejrzeli rzeźbę, stwierdzili, iż pochodzi ona z II wieku p.n.e. Do domu Gonona, który chwalił się odnalezieniem dzieła dłuta samego Fidiasza lub Praksytelesa, ściągały tłumy turystów. Sam znalazca udostępniał oglądanie posągu za 2,50 franków i oferował ewentualnym nabywcom jego sprzedaż za 250 tysięcy franków.
Żywot mistyfikacji był krótki – w listopadzie 1938 roku w prasie ukazało się oświadczenie włoskiego rzeźbiarza François Crémonèse’a, który przyznał się do autorstwa rzeźby. Jak wyznał, praca nad ukończoną w 1934 roku figurą zajęła mu trzy lata, zaś za modelkę posłużyła mu 18-letnia Polka Anna Studnicka. Następnie z pomocą brata i ojca ukrył rzekomy zabytek na polu niczego nieświadomego Gonona, chcąc sprawdzić, czy swoim talentem rzeźbiarskim jest w stanie zmylić ekspertów w dziedzinie sztuki. Podczas publicznego pokazu w dniu 16 grudnia 1938 roku Crémonèse wystąpił wraz ze swoją polską modelką, pokazując brakujące partie rzeźby i wyjaśniając, jakimi metodami je usunął w celu stworzenia pozorów nadgryzienia posągu przez ząb czasu.